# Comté de Brookton
Le Comté de Brookton est une zone d'administration locale au sud-est de l'Australie-Occidentale en Australie. Le comté est situé à environ 140 kilomètres au sud-est de Perth, la capitale de l'État.
Le centre administratif du comté est la ville de Brookton.
Le comté est divisé en un certain nombre de localités:
- Aldersyde
- Brookton
- Jelcobine
- Kweda
- Nalya

Le comté a 9 conseillers locaux et est divisé en 3 circonscriptions.